# 2846 Ylppö
2846 Ylppö è un asteroide della fascia principale del diametro medio di circa 28 km. Scoperto nel 1942, presenta un'orbita caratterizzata da un semiasse maggiore pari a 3,2220271 au e da un'eccentricità di 0,0726381, inclinata di 11,43411° rispetto all'eclittica.
L'asteroide è dedicato al medico finlandese Arvo Henrik Ylppö.